# 内卡滕茨林根
内卡滕茨林根是德国巴登-符腾堡州的一个市镇。总面积9.03平方公里，总人口6313人，其中男性3135人，女性3178人（2011年12月31日），人口密度699人/平方公里。